# Jamaica International Invitational

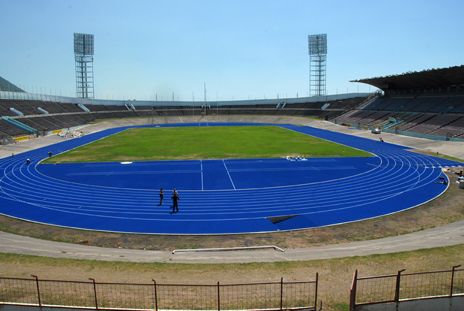
Independence Park, het stadion waar de International Invitational jaarlijks wordt gehouden.

De Jamaica International Invitational is een jaarlijks internationaal atletiekevenement. De wedstrijd wordt georganiseerd in het sportcomplex Independence Park in Kingston (Jamaica). Het evenement is voor het eerst georganiseerd in 2004. Sinds 2010 behoort het tot de IAAF World Challenge-wedstrijden. De Jamaica International Invitational wordt meestal in het begin van mei gehouden. De wedstrijd staat vooral bekend om zijn sprintnummers, mede door het succes van de Jamaicaanse sprinters. Daardoor is de wedstrijd vooral de afgelopen jaren een geliefde wedstrijd bij topatleten.

## Meetingrecords
| Onderdeel            | Prestatie          | Atleet             | Nationaliteit | Datum       |
| -------------------- | ------------------ | ------------------ | ------------- | ----------- |
| 100 m                | 9,76 s (+1,8 m/s)  | Usain Bolt         | JAM           | 3 mei 2008  |
| 200 m                | 19,56 s (+0,8 m/s) | Usain Bolt         | JAM           | 1 mei 2010  |
| 400 m                | 44,59 s            | Yousef Masrahi     | KSA           | 9 mei 2015  |
| 800 m                | 1.45,67            | Khadevis Robinson  | USA           | 4 mei 2009  |
| 1500 m               | 3.35,92            | Arman Wote         | ETH           | 5 mei 2012  |
| 3000 m               | 7.59,92            | Juan Luis Barrios  | MEX           | 9 mei 2015  |
| 110 m horden         | 13,16 s (+1,0 m/s) | Aleec Harris       | USA           | 9 mei 2015  |
| 400 m horden         | 47,79 s            | Kerron Clement     | USA           | 2 mei 2008  |
| 3000 m steeple       | 8.34,17            | Ben Bruce          | USA           | 5 mei 2012  |
| hoogspringen         | 2,28 m             | Adam Shunk         | USA           | 7 mei 2005  |
| hoogspringen         | 2,28 m             | Jamal Wilson       | BAH           | 19 mei 2018 |
| polsstokhoogspringen | 5,80 m             | Sam Kendricks      | USA           | 20 mei 2017 |
| verspringen          | 7,95 m (+1.6 m/s)  | James Beckford     | JAM           | 7 mei 2005  |
| hink-stap-springen   | 16,80 m            | Samyr Lainé        | HAI           | 7 mei 2011  |
| kogelstoten          | 21,85 m            | Christian Cantwell | USA           | 3 mei 2014  |
| discuswerpen         | 66,36 m            | Fedrick Dacres     | JAM           | 20 mei 2017 |
| speerwerpen          | 76,30 m            | Shakeil Waithe     | TRI           | 7 mei 2016  |

| Onderdeel            | Prestatie          | Atlete              | Nationaliteit | Datum       |
| -------------------- | ------------------ | ------------------- | ------------- | ----------- |
| 100 m                | 10,81 s (+1,0 m/s) | Carmelita Jeter     | USA           | 5 mei 2012  |
| 200 m                | 22,09 s (+0,5 m/s) | Elaine Thompson     | JAM           | 20 mei 2017 |
| 400 m                | 49,89 s            | Sanya Richards      | USA           | 6 mei 2006  |
| 800 m                | 1.58,41            | Kenia Sinclair      | JAM           | 7 mei 2011  |
| 1500 m               | 4.08,37            | Alexa Efraimson     | USA           | 7 mei 2016  |
| 3000 m               | 9.41,12            | Amela Terzić        | SRB           | 3 mei 2014  |
| 100 m horden         | 12,39 s (+2,0 m/s) | Jasmin Stowers      | USA           | 9 mei 2015  |
| 400 m horden         | 54,20 s            | Lashinda Demus      | USA           | 6 mei 2006  |
| hoogspringen         | 2,00 m             | Chaunté Howard      | USA           | 1 mei 2010  |
| polsstokhoogspringen | 4,50 m             | Kylie Hutson        | USA           | 3 mei 2014  |
| verspringen          | 6,82 m (+0,2 m/s)  | Ese Brume           | NIG           | 19 mei 2018 |
| hink-stap-springen   | 14,87 m (+0,3 m/s) | Caterine Ibargüen   | COL           | 9 mei 2015  |
| kogelstoten          | 19,22 m            | Michelle Carter     | USA           | 5 mei 2012  |
| discuswerpen         | 62,41 m            | Gia Lewis-Smallwood | USA           | 4 mei 2013  |
| kogelslingeren       | 76,27 m            | DeAnna Price        | USA           | 19 mei 2018 |

Berlijn (ISTAF) · Dakar (Meeting Grand Prix IAAF de Dakar) · Hengelo (Fanny Blankers-Koen Games) · Kingston (Jamaica International Invitational) · Madrid (Meeting de Atletismo Madrid) · Melbourne (Melbourne Track Classic) · Moskou (Moskou Challenge) · Ostrava (Golden Spike Ostrava) · Peking (Beijing World Challenge) · Ponce (Ponce Grand Prix de Atletismo) · Rabat (Meeting International Mohammed VI d'Athlétisme) · Rieti (Rieti Meeting) · Rio de Janeiro (Grande Premio Brasil Caixa de Atletismo) · Tokio (Seiko Golden Grand Prix) · Zagreb (Hanžeković Memorial)